# New Zealand Masters
Das New Zealand Masters war ein Snookerturnier, das zwischen 1984 und 1989 dreimal ausgetragen wurde. Zur Snooker-Saison 1984/85 als erstes Turnier ausgetragen. Das Einladungsturnier wurde in Auckland ausgetragen. 1988 wurde es als Non-Ranking-Turnier in Wellington ausgetragen, 1989 als Einladungsturnier ebenfalls dort. Zur nächsten Saison hin wurde das Turnier eingestellt.
Das New Zealand Masters ist bisher das einzige professionelles Snookerturnier, das durchgehend in Neuseeland ausgetragen wurde.

## Austragungen
| Jahr                                           | Austragungsort                                                     | Sieger                                         | Ergebnis                                       | Finalist                                       | Hauptsponsor                                   | Saison                                         |
| New Zealand Masters – Einladungsturnier-Status | New Zealand Masters – Einladungsturnier-Status                     | New Zealand Masters – Einladungsturnier-Status | New Zealand Masters – Einladungsturnier-Status | New Zealand Masters – Einladungsturnier-Status | New Zealand Masters – Einladungsturnier-Status | New Zealand Masters – Einladungsturnier-Status |
| ---------------------------------------------- | ------------------------------------------------------------------ | ---------------------------------------------- | ---------------------------------------------- | ---------------------------------------------- | ---------------------------------------------- | ---------------------------------------------- |
| 1984                                           | Auckland, Kingsgate Covention Centre                               | Jimmy White                                    | 5:3                                            | Kirk Stevens                                   | Winfield                                       | 1984/85                                        |
| New Zealand Masters – Profiturnier-Status      |                                                                    |                                                |                                                |                                                |                                                |                                                |
| 1988                                           | Wellington, Parliament of New Zealand, Legislative Council Chamber | Stephen Hendry                                 | 6:1                                            | Mike Hallett                                   | Lion Brown                                     | 1988/89                                        |
| New Zealand Masters – Einladungsturnier-Status |                                                                    |                                                |                                                |                                                |                                                |                                                |
| 1989                                           | Wellington, Parliament of New Zealand, Legislative Council Chamber | Willie Thorne                                  | 7:4                                            | Joe Johnson                                    | Lion Brown                                     | 1989/90                                        |